# Dadiwancultuur

samenkomsthal in Dadiwan

De Dadiwancultuur (ca. 5800-5400 v.Chr.) was een neolithische cultuur die zich voornamelijk in het oostelijke deel van de provincies Gansu en Shaanxi van het moderne China bevond. De cultuur ontleent haar naam aan de onderste cultuurlaag die werd gevonden tijdens de oorspronkelijke opgraving van de typesite in Dadiwan. De overblijfselen van gierst, varkens en honden zijn gevonden op plaatsen die verband houden met de cultuur, die wordt gedefinieerd door een dunwandig aardewerk met koordmarkeringen, ook wel Laoguantai-fase genoemd. De Dadiwancultuur deelt een verscheidenheid aan gemeenschappelijke kenmerken, op het gebied van aardewerk, architectuur en economie, met de Cishan- en Peiligang-culturen in het oosten.
De typesite Dadiwan in arrondissement Qin'an, Gansu, ligt bovenop een waaierteen geproduceerd door een geul die uitmondt in de vallei van de Qingshui, een zijrivier van de Wei. De site werd oorspronkelijk opgegraven van 1975 tot 1984 en opnieuw in 2004, 2006 en 2009. Uit de meest recente opgravingen bleek dat mensen de locatie de afgelopen 60.000 jaar sporadisch hebben bewoond. De neolithische culturele reeks begint hier met de Dadiwancultuur (ca. 5900-5200 v.Chr.), gevolgd door de Yangshaocultuur (ca. 4800-2900 v.Chr.) en vervolgens de Changshancultuur (ca. 2900-2800 v.Chr.). Tijdens de vroege fasen van de Yangshaocultuur intensiveerde de landbouweconomie.
in Dadiwan werden de fundamenten van een groot gebouw, 290 m² (met inbegrip van de binnenplaats 420 m²) ontdekt, door Chinese archeologen beschreven als een gemeenschappelijke ontmoetingshal. Het gebouw werd gebouwd op een verhoogde basis van gestampte aarde, die vervolgens werd bedekt met gebrande klei.
Uit biogeochemische analyses uit 2013 blijkt dat honden die van 5900-2900 v.Chr. in Dadiwan woonden waarschijnlijk het hele jaar door C4-planten consumeerden. Omdat alle andere wilde dieren (zoals herten en beren) die op de locatie werden aangetroffen, alleen C3-planten consumeerden, suggereert dit dat de natuurlijke vegetatie het hele jaar door werd gedomineerd door C3-planten. De enige manier waarop hondenbotten sterke C4-signalen zouden bevatten, was als ze het hele jaar door een zeldzame plant consumeerden. Een waarschijnlijke kandidaat hiervoor is gierst (een C4-gras). Omdat gierst alleen in de zomer groeit, kunnen honden het alleen het hele jaar door eten als mensen het aan hen voeren. Daarom vertegenwoordigt dit een van de vroegste bewijzen van landbouw (teelt, oogst en opslag van zaadgewassen) in Oost-Azië. 

aardewerk
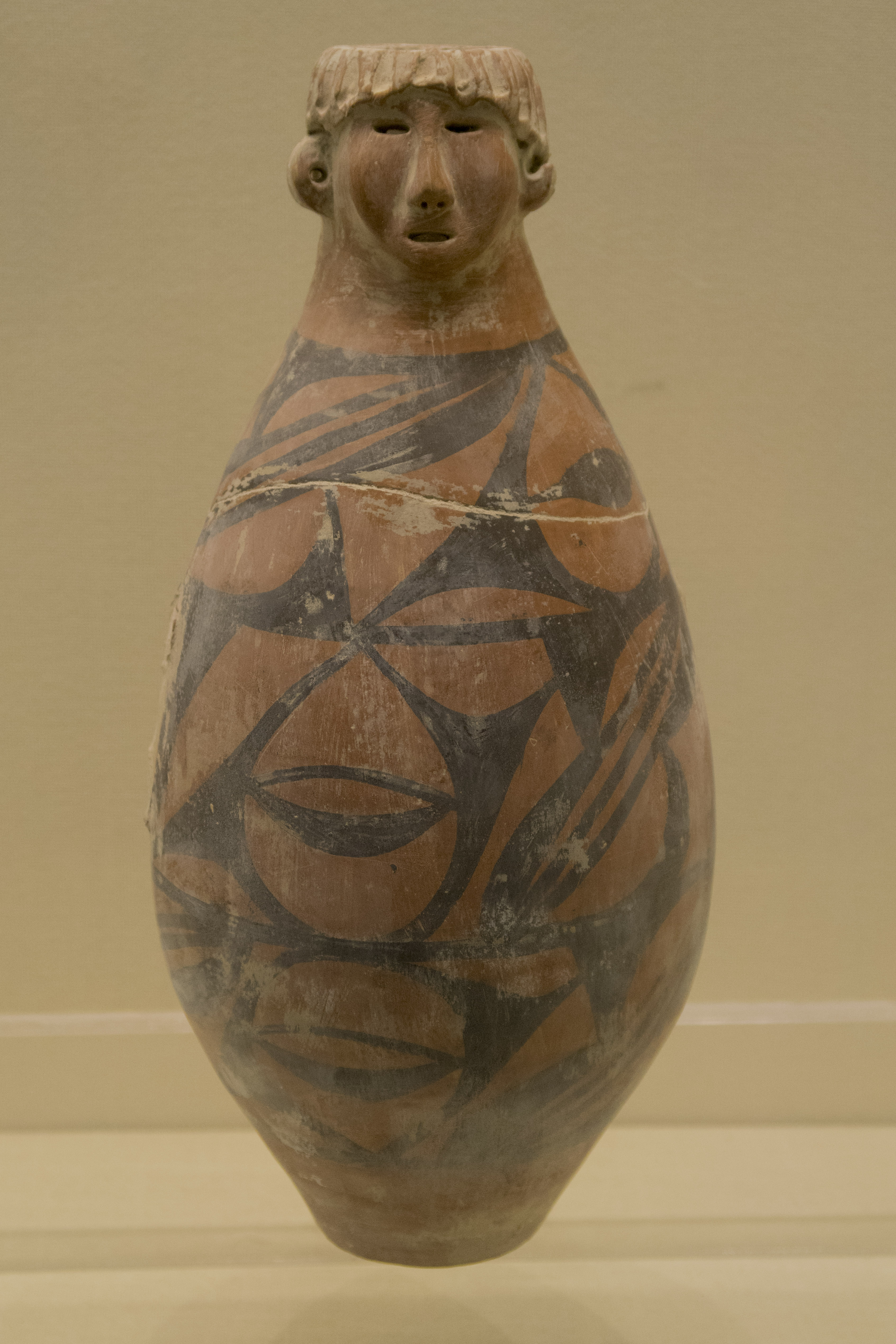
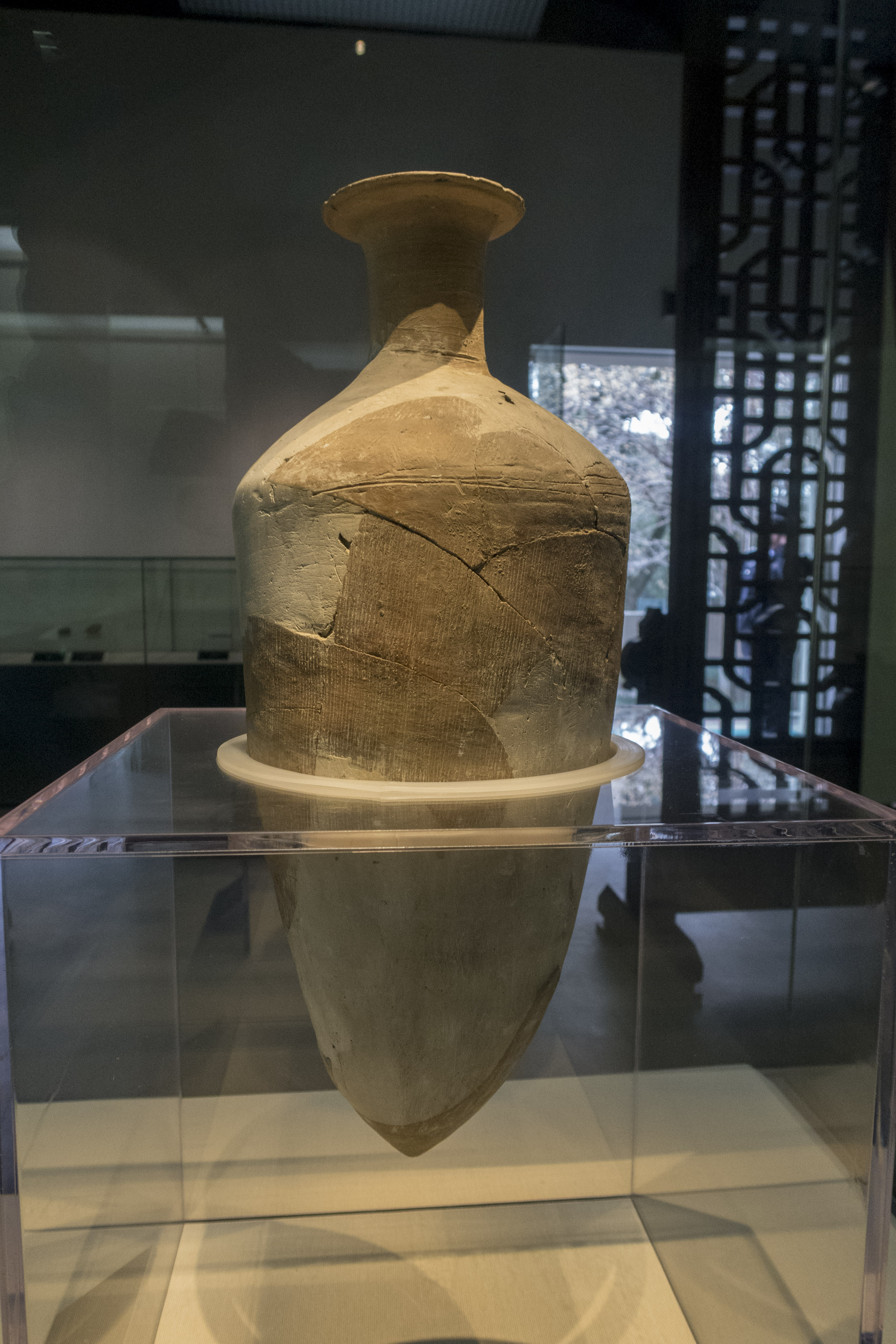
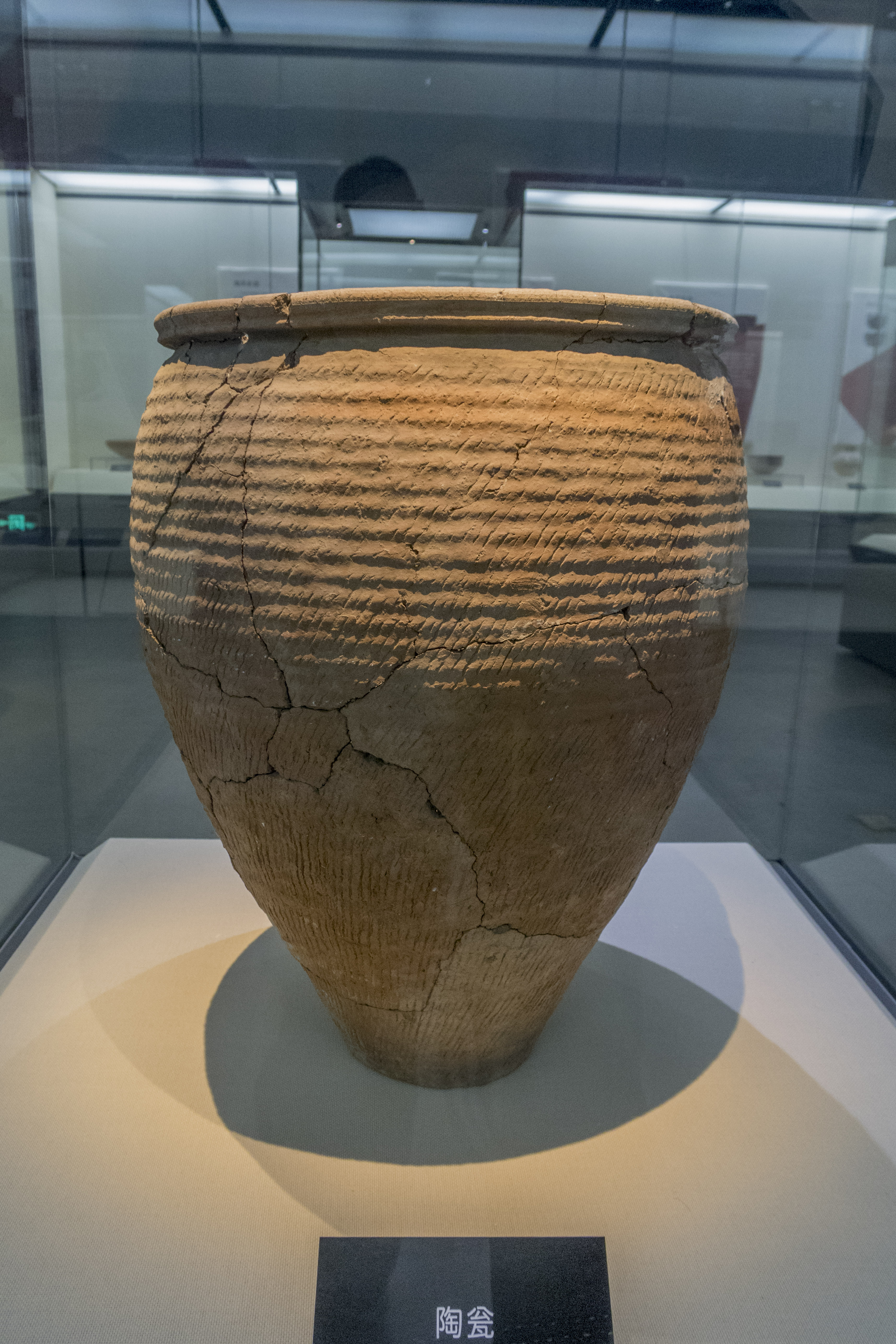
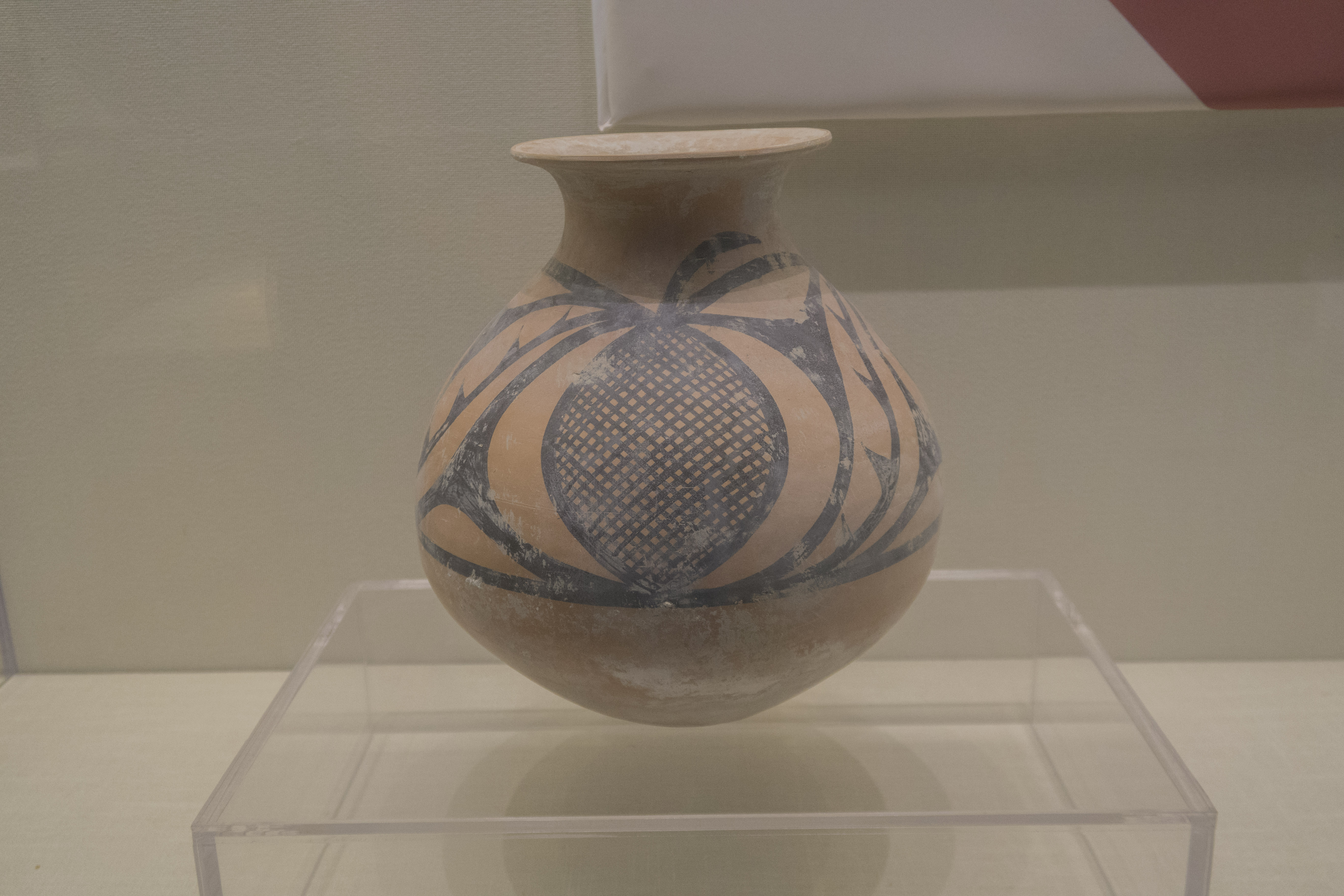